# 人工心肺装置
人工心肺装置（じんこうしんぱいそうち）とは、心臓外科における手術などの際、一時的に心臓と肺の機能を代行する医療機器である。人工心肺を用いた最初の成功例は、1953年にアメリカ合衆国の外科医ジョン・ヘイシャム・ギボンによってジェファーソン大学病院にて執刀されたものである。ギボンはIBMの協力を得て人工心肺装置の開発を行った。ギボンの成功後、Mayo-Clinicの医師たちがギボンの装置を改良し、Mayo-Gibbon型と呼ばれた。日本における最初の成功例（1956年）は大阪大学医学部助手の曲直部寿夫による。

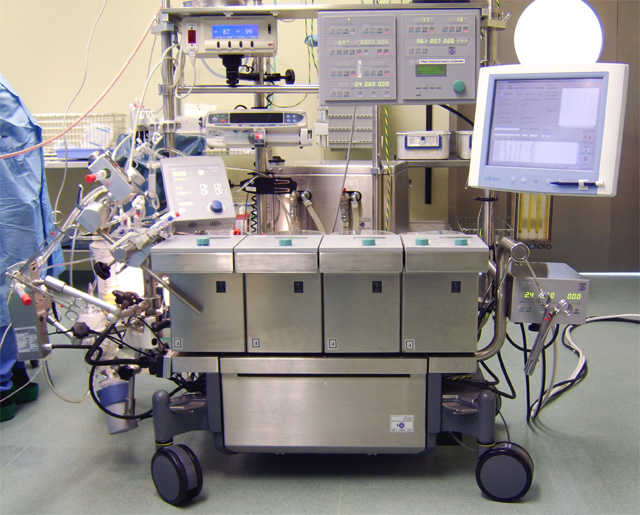
人工心肺装置の外観

## 適用
人工心肺装置は虚血性心疾患、弁膜症、大血管疾患、先天性心疾患などの心疾患の手術の際に短時間だけ使用されるものである。要するに、一般的には手術の際に、心臓をとめる必要がある場合や、肺への循環が保てない場合などに、一時的に用いる装置である。後述のように血栓ができやすいなどリスクも伴う。

## 構造
おもな機能として、血液循環、血液ガス交換（二酸化炭素除去、酸素添加）、体温調節がある。心臓手術では心臓を停止させ、心臓への血流を遮断して行うため、血液ポンプ（人工心）により全身への血液循環を代行する。また、人工肺により、血流のなくなる肺のガス交換機能を代行する。さらに、体温調節のための熱交換器がある。血液は右心房から脱血され、人工心肺装置を経由して上行大動脈・大腿動脈へ送血される。
生体は人工心肺装置使用時、低体温、非拍動流、抗凝固剤の大量使用、循環血液流量が常に一定であるなど非生理的な状態におかれるためダメージを受ける。それは短時間であれば問題はないが、長時間となるとその影響は極めて大きい。また、抗凝固剤を使用していてもなお血栓ができやすく、心原性脳梗塞などの危険性も高まる。人工心肺装置によって生命を長期間維持することができないことを考えれば、それは明らかである。
人工心肺（体外循環）の歴史はこうした非生理学的環境によって生じる生体に対するダメージを如何に克服するかといった研究である。体外循環条件を出来る限り生体の循環条件に近づけるために拍動流体外循環を行ったり、あるいは常温体外循環が試みられているのもその1つの努力である。一方、無輸血手術を獲得するために最近ではヘマトクリット値15%程度まで同種血輸血を行わない高度希釈を伴う体外循環や手術手技上の容易さを獲得する目的で行われる心臓や脳に対する逆行灌流など新しい非生理学的環境が導入されてきている。いずれにしても体外循環が短時間であれば生体はかなりの非生理学的環境を受け入れることが可能であるが、長時間に及んだりあるいは重症例など生体側の条件が悪い場合は非生理学的環境そのものが術後合併症と直結する。体外循環のもたらす非生理学的環境は開心術に伴ったサイトカイン増加と密接に関連していると考えられているが、その機序の解明は今日的研究課題である。より安全かつ有効な体外循環を行うために体外循環の病態生理を更に研究し、解明してゆく必要がある。

## 経皮的心肺補助装置（PCPS）
経皮的心肺補助装置（けいひてきしんぱいほじょそうち、英: Percutaneous CardioPulmonary System, Percutaneous cardio pulmonary support; PCPS）は、主に急性期の心肺補助に使用される人工心肺装置である。その名のとおり注射針のように皮膚を貫いて血管にカニューレ（送血管と脱血管）を挿入するのが特徴である。また、血液回路も非常に単純であるため数分間で準備し装着することができ、心原性ショックの蘇生手段として用いる場合もある。PCPSでは、大腿動静脈から送脱血を行い、血液は遠心ポンプから人工肺でO2ガスが加えられ、大腿動脈→腹部大動脈→胸部大動脈へと逆流する。そのため、PCPSが使用される多くの患者で多少でも自己心が動いている場合は、順行性に上行大動脈→全身へと血液が送られており、自己心由来の血液とPCPSの血液は腎動脈分岐付近で2つの灌流がぶつかることとなる、非常に非生理的な血行動態となる。PCPSは、重症冠動脈疾患症例の経皮的冠動脈形成術 (PTCA) 施行時の循環補助や、呼吸不全における呼吸補助、重症心不全症例に対して適用されるが、左室の負荷を軽減できないことが決定的な弱点となる。また、PCPS装着の遅延により心肺機能が回復しても多臓器に影響を残すこととなるため、適用基準を設けている。
海外ではPCPSではなくECMO（エクモ、英: extracorporeal membrane oxygenation、体外式膜型人工肺）と呼ばれている。
日本ではPCPSとV-A ECMOがほぼ同義で、日本でECMOという時はV-V ECMOを指すことがほとんどである。
適用病態
- 体外循環離脱困難症
- 術後低心拍出量症候群（LOS）難治性不整脈を含む
- 急性心筋梗塞後心源性ショック
- 心筋炎による低心拍出量症候群
- 重症冠動脈疾患症例のPTCAの施行時
- 呼吸不全に対するECMO

判断基準
- 主徴：左心不全 心係数（成人）＜2.0ℓ/min/m2（小児）＜2.3ℓ/min/m2、収縮期動脈圧＜80 - 90mmHg、左心房圧＞18mmHg、

右心不全 心係数（成人）＜2.0ℓ/min/m2（小児）＜2.3ℓ/min/m2、収縮期動脈圧＜80 - 90mmHg、中心静脈圧＞18mmHg、左心房圧＞5mmHg
- 副徴：尿量＜0.5mℓ/kg/h、混合静脈血酸素飽和度＜65％、動脈血酸素含量較差＞7.0Vol%